# مطار بيحان
مطار بيحان (بالإنجليزية: Beihan Airport)‏ هو مطار يقع في بيحان بمحافظة شبوة اليمنية.